# Turma
La turma, en llatí turma, paraula que significa 'esquadró', va ser una unitat militar de cavalleria de l'exèrcit romà durant el període de la República i l'imperi. Sota l'Imperi Romà d'Orient, la paraula s'aplicava també a la més gran divisió administrativa i militar d'un tema o circumscripció administrativa.

## Història

### Durant la República romana
Durant els segles iii i II aC, amb motiu de les guerres púniques i de l'expansió romana cap a Hispània i Grècia, el nucli de l'exèrcit romà estava format per ciutadans, assistits per tropes proporcionades pels aliats de Roma (socii). L'organització de la legió romana en aquella època la descriu l'historiador grec Polibi. Segons diu, cada legió estava formada per 4.200 soldats d'infanteria pesada i anava acompanyada de 300 cavallers (equites). Aquest contingent es dividia en deu turmes. Segons Polibi, els membres de cada turma elegien tres decurions com a oficials. El primer escollit era el comandant de la turma, mentre que els altres dos n'eren els ajudants. Tal com passava als períodes més antics, aquests homes provenien de les 18 centúries de l'ordre eqüestre formades pels soldats de les classes més riques de la república.

### Durant l'Imperi Romà
Pel que fa a les legions, durant l'Imperi, cadascuna tenia un contingent de cavalleria organitzat en quatre turmes. Cada turma d'una legió estava dirigida per un centurió, ajudat per un optio i un vexillarius com a suboficials principals. Cadascun d'ells comandava un grup de deu homes, i hi havia un total de 132 cavallers a cada legió. El seu rang estava per sota dels rangs homònims de la infanteria legionària, ja que els centurions i els suboficials de les turmae eren designats com a supernumerarii, i, tot i que els seus homes estaven inclosos a les llistes de cohorts de la legió, acampaven per separat.

### Imperi Romà d'Orient
Al segle vii, a partir de la crisi provocada per les conquestes musulmanes, es va reformar el sistema militar i administratiu de l'imperi. La tradició romana que separava l'administració civil de la militar es va abandonar i les restes de l'exèrcit de l'Imperi Romà d'Orient es van instal·lar en grans divisions provincials que portaven el nom de temes. La paraula «turma» va reaparèixer en aquell moment per designar la subdivisió més gran d'un tema. L'exèrcit de cada tema (excepte el tema dels Optimats) es va dividir en dues o quatre turmes. Cada turma es dividia en moirai (en grec: μοίραι) o en drungues (δροῦγγοι) que es dividien a seu torn en diverses bandes (βάνδον, del llatí bandum).
Aquesta divisió també s'utilitzava per a indicar l'administració territorial de cada tema amb turmes i bandes, on no hi havia moirai. Cada districte estava clarament definit i servia de zona de reclutament on també hi havia una guarnició. En el Taktika, l'emperador Lleó VI el Filòsof definia el tipus ideal d'un tema dividit en tres turmes, cadascuna dividida en tres drungues. Però aquesta descripció és enganyosa perquè cap font confirma aquesta uniformitat en la mida i el nombre de subdivisions en els diferents temes. No hi ha una correspondència exacta entre les divisions territorials (o administratives) i les divisions tàctiques (o militars). Depenien de les necessitats tàctiques. Les turmes administratives més petites es podien fusionar durant les campanyes militars mentre que les turmes més grans es podien subdividir. La unitat més petita, la banda, estava formada per uns 200 o 400 homes, mentre que una turma podia tenir fins a 6.000 homes, tot i que sembla que acostumava a ser inferior, entre 2.000 i 5.000 homes.
Cada turma estava dirigida per un turmarca (τουρμάρχης). En alguns casos, es designava un ek prosōpou, el representant temporal de l'estrateg (el dirigent d'un tema) per a cada tema. El títol de turmarca apareix cap al 626 quan un home anomenat Jordi és anomenat turmarca del tema dels Armeníacs. El turmarca se situava generalment en una ciutat fortalesa. A més de les seves responsabilitats militars, exercia funcions fiscals i judicials a la seva turma. A la llista de segells i oficis, el turmarca tenia també el títol d'espatari. El turmarca tenia un sou segons la importància del tema que dirigia. Els que servien als temes més prestigiosos, com ara el tema dels Anatòlics rebien 216 nomismes d'or a l'any, mentre que els dels temes europeus només en rebien 144. Algunes fonts utilitzen la paraula més antiga de merarca (μεράρχης comandant d'un meros o d'una divisió), que ocupava una posició similar dins de la jerarquia imperial dels segles vi i vii, per designar el turmarca. Alguns historiadors com John B. Bury o John Haldon han suggerit que la funció del merarca era diferent durant els segles viii-x i designaria els turmarques adjunts a l'estrateg de cada tema i residirien juntament amb ell a la capital.
A mitjans del segle x, la majoria de les unitats i divisions de l'imperi van disminuir en efectius. En el cas de les turmes, va passar de 2.000 a 3.000 homes a només 1.000 o fins i tot menys, al mateix nivell dels primers drungues, encara que van seguir existint les turmes més importants. A la mateixa època, va desaparèixer el terme drungue. De fet, una turma es va dividir directament en cinc o set bandes, formats cadascuna per entre 50 i 100 cavallers i de 200 a 400 soldats d'infanteria. Durant el segle xi, la paraula «turma» va caure gradualment en desús, encara que va sobreviure fins a finals del segle xii per a designar una divisió administrativa. El terme «turmarca» encara es troba a la primera meitat del segle xi abans de desaparèixer.